# Catia La Mar

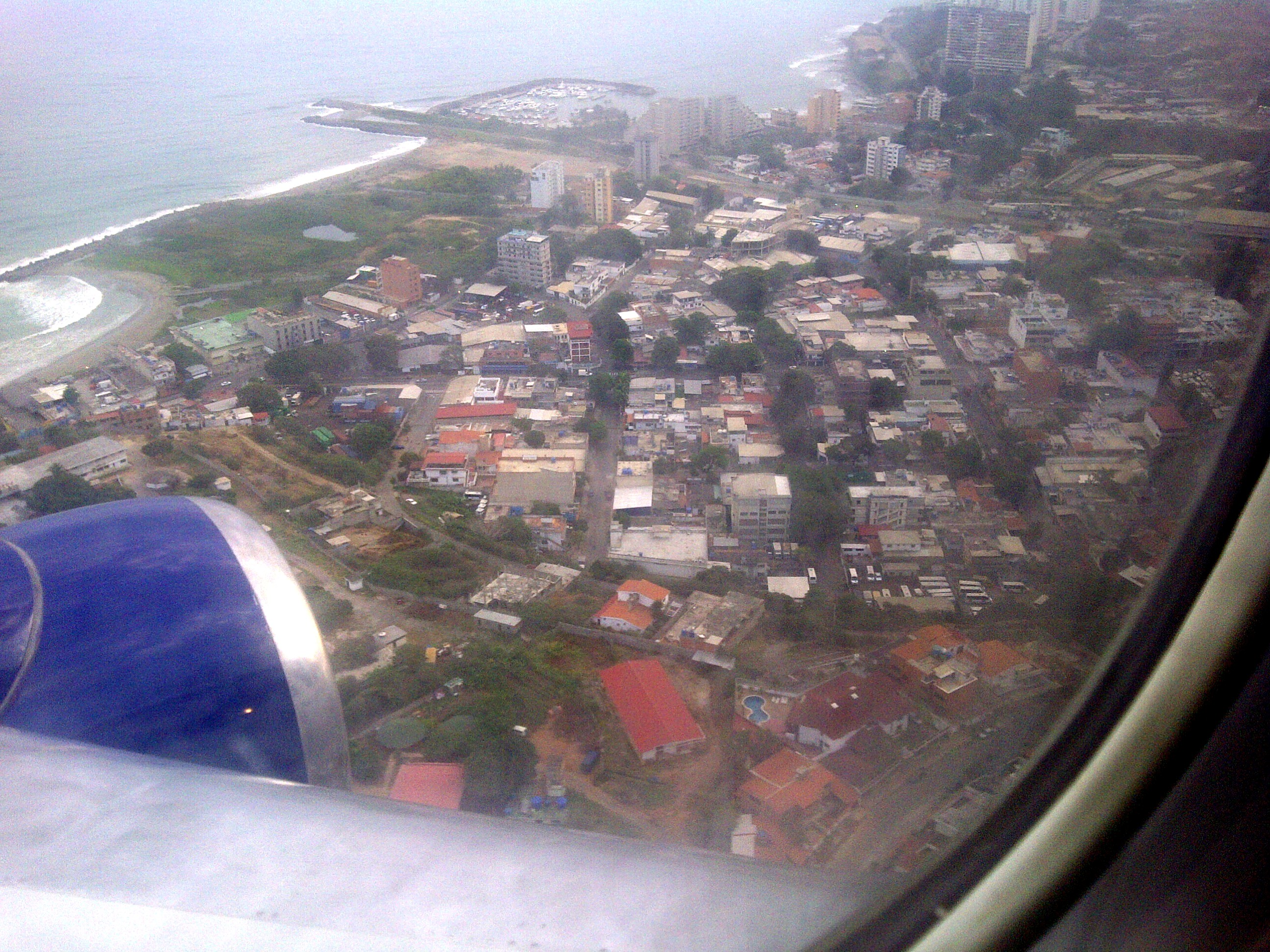
Vista aérea de Catia La Mar

Catia La Mar é uma cidade da Venezuela localizada no estado de Vargas e no município de Vargas. Catia La Mar é a capital da paróquia de Catia La Mar.